# Apteryx mantelli
Kiwi-do-norte ou quiuí-castanho-do-norte (Apteryx mantelli) ou quiuí-marrom-do-norte (português brasileiro) ou kiwi-do-norte (português europeu) é uma espécie de ave da família Apterygidae endêmica da Nova Zelândia.

## Nomenclatura e taxonomia
A espécie foi descrita em 1852 por Abraham Dee Bartlett.

## Distribuição geográfica e habitat
Historicamente era encontrado em toda ilha do Norte e no norte da ilha do Sul, assim como várias ilhas costeiras menores. As populações remanescentes estão isoladas e fragmentadas, ocorrendo em Northland, península de Coromandel, Baía de Plenty, Gisborne ao norte de Montanhas Ruahine, e de Tongariro a Taranaki. Populações estáveis também são encontradas nas ilhas de Little Barrier, Kawau e Pounui. As aves na ilha Kapiti são híbridos.